# Cecharismena
Cecharismena là một chi bướm đêm thuộc họ Erebidae. Chi này được Möschler khởi xướng năm 1890.

## Phân loại
Chi này trước đây được xếp vào phân họ Phytometrinae thuộc họ Erebidae hoặc phân họ Calpinae thuộc họ Noctuidae.

## Loài
Dưới đây là các loài được công nhận thuộc chi Cecharismena:
- Cecharismena abarusalis Walker, 1859
- Cecharismena anartoides (Walker, 1865)
- Cecharismena aquilalis (Schaus, 1916)
- Cecharismena byrsopa (Hampson, 1926)
- Cecharismena cara Möschler, 1890
- Cecharismena convergens (Schaus, 1913)
- Cecharismena defecta (Dyar, 1912)
- Cecharismena erythrolopha (Hampson, 1926)
- Cecharismena flaviceps (Hampson, 1926)
- Cecharismena guianalis (Schaus, 1916)
- Cecharismena incerta (Sepp, [1840])
- Cecharismena inoa (Schaus, 1916)
- Cecharismena jalapena (Schaus, 1906)
- Cecharismena josealis (Schaus, 1916)
- Cecharismena lilaceata (Dognin, 1914)
- Cecharismena melicerta (Schaus, 1913)
- Cecharismena nealcesalis (Walker, 1859)
- Cecharismena nectarea Möschler, 1890
- Cecharismena nezeila (Schaus, 1906)
- Cecharismena phaenoceps (Hampson, 1926)
- Cecharismena rubromarginata (Schaus, 1906)
- Cecharismena rufinalis (Walker, [1866])
- Cecharismena tauralis (Walker, [1866])
- Cecharismena tepetlalis (Schaus, 1916)
- Cecharismena tincturalis (Kaye, 1925)
- Cecharismena tortola (Felder & Rogenhofer, 1874)
- Cecharismena trilinea (Schaus, 1916)
- Cecharismena zoum (Dyar, 1914)